# Virsehatt
Virsehatt este o arie protejată (arie specială de conservare — SAC, sit de importanță comunitară — SCI) din Suedia întinsă pe o suprafață de 15,4 ha, integral pe uscat.

## Localizare
Centrul sitului Virsehatt este situat la coordonatele 56°47′48″N 13°01′08″E / 56.7968°N 13.0189°E.

## Înființare
Situl Virsehatt a fost declarat sit de importanță comunitară în decembrie 1995 pentru a proteja 2 specii de animale. Situl a fost protejat și ca arie specială de conservare în martie 2011.

## Biodiversitate
Situată în ecoregiunea boreală, aria protejată conține 5 habitate naturale: Păduri pe pante, grohotișuri și ravene de Tilio-Acerion, Formațiuni ierboase bogate în specii de Nardus, dezvoltate pe substraturi silicioase în zone montane (și în zone submontane, în Europa continentală), Păduri de fag Luzulo-Fagetum, Pante stâncoase silicioase cu vegetație casmofită, Păduri acidofile de stejar bătrân cu Quercus robur pe câmpii nisipoase.
La baza desemnării sitului se află mai multe specii protejate de  pești (2): zglăvoacă (Cottus gobio), somonul (Salmo salar).